# Моральные издержки
Моральные издержки (англ moral cost) — часть транзакционных издержек, связанных с моральными переживаниями индивида, возникающими в процессе социальных, политических, экономических, или других взаимодействий. Моральные издержки понимаются как неявные затраты, которые индивид несет из-за нарушения своих собственных моральных принципов. Понятие дополняет классическую теорию транзакционных издержек, предложенную Рональдом Коузом, и впервые было введено как «сожаления индивида» (англ «agent-regret») Бернардом Уильямсом.

### Определение и суть моральных издержек
Моральные издержки представляют собой внутренние переживания, возникающие у индивида в результате моральной оценки своих действий. В отличие от классических транзакционных издержек, таких как издержки на сбор информации, переговоры или юридическое оформление сделок, моральные издержки не всегда связаны с формальными сделками. Они отражают субъективное ощущение несправедливости или морального ущерба, связанного нормами в обществе.
Примером моральных издержек может служить ситуация, в которой человек чувствует, что его интересы были проигнорированы при принятии коллективного решения, даже если это решение экономически эффективно. Такие переживания могут влиять на поведение индивидов, снижая их доверие к социальной или правовой системе и приводя в долгосрочном периоде к экономической неэффективности.

### Роль концепции моральных издержек
До появления понятия моральных издержек многие дисциплины не могли объяснить некоторые происходящие в обществе явления. Сам Уильямсон ввел понятие для в области философии и политики. В дальнейшем это понятие распространилось и на право.
Концепция моральных издержек и рассмотрение связанной с ней справедливости важна и в теории рационального выбора в экономике. Поддерживаемая моральными издержками социальная справедливость лучше объясняет поведение индивидов в рамках неоклассической экономической теории.